# 胡金龍
胡金龍（1984年2月2日—），臺灣棒球選手，為第5位升上美國職棒大聯盟的台灣球員。2012年年底返臺參加中華職棒選秀，被義大犀牛選中，成為中職24年的選秀狀元，並被義大犀牛選為隊長，且將在美國行之有年的「菜鳥日」引進台灣。不同於旅美時期，在中華職棒時主要以外野手或指定打擊身分出賽。胡金龍曾於2015至2018年期間就任第四屆中華職棒球員工會理事長，在2016年義大犀牛轉賣後成為富邦悍將球員。。2021年末被富邦悍將釋出後與統一7-ELEVEn獅簽約。

## 早年
胡金龍出生於台南市。在高中時期便已鋒芒畢露，就讀南英商工時的他年年都入選青棒代表隊，有一次亞洲青棒賽與兩次IBA世界青棒賽的出賽紀錄。高一時胡金龍主要擔任二壘手，高二後補上學長陳江和的位置擔任游擊手，亦曾客串投手，球速可以超過時速140公里，也投出不錯的成績，讓他一度在擔任野手與投手間舉棋不定。

## 職棒生涯

### 洛杉磯道奇
2002年胡金龍自高中畢業，加入棒球名校文化大學，以大一球員的身份成為先發球員，擔任一棒游擊手。同年11月，洛杉磯道奇隊看上胡金龍的身手，與其簽訂合約，台灣文化大學並同意以交換學生的方式協助他解決兵役問題赴美。也是美國職棒洛杉磯道奇隊繼陳金鋒與郭泓志後，簽下的第三名台灣選手，也是第二位台灣野手。

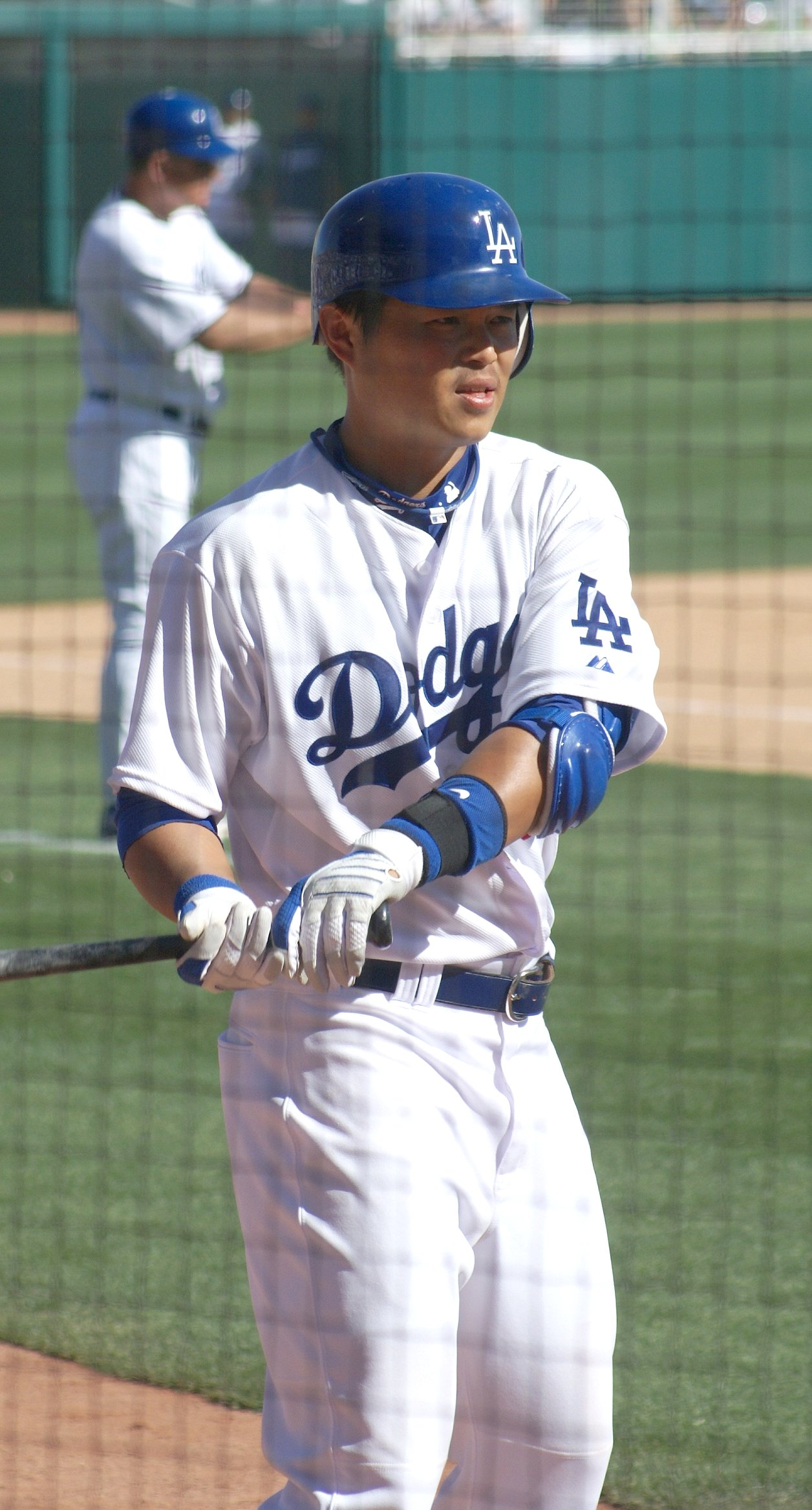
效力於洛杉磯道奇時期的胡金龍

2005年所屬球隊為洛杉磯道奇隊旗下高階1A等級的維若海灘道奇。
2006年由於經典賽優異的表現，所以曾經參與一個月的大聯盟春訓，開季確定由2A傑克森維爾太陽）出發。
《棒球美國》在2003年到2006年間，連續四年將胡金龍選為洛杉磯道奇隊小聯盟系統的最佳防守游擊手，且其打擊率也高。
2007年於明日之星（小聯盟明星賽）之前升至3A的拉斯維加斯51區隊，於明日之星的比賽中獲選單場最有價值球員，並獲選道奇隊2007年度小聯盟最佳球員。9月1日，胡金龍正式向道奇球團報到，成為第5位升上美國職棒大聯盟的台灣球員、第一位升上大聯盟的台灣內野手。
長期效力道奇隊的台灣選手胡金龍，由於游擊區長期被明星球員佛考占據，加上本身打擊能力偏低，2010年12月28日被道奇交易至大都會隊。

### 後續旅美生涯
2011年開季曾進入25人名單，但打擊不佳的問題，終於05月17日賽後遭下放，並於球季結束後釋出。遭釋出後前往加盟澳洲棒球聯盟阿德萊德鯊魚，期望能藉此吸引大聯盟球探注意。在澳洲職棒期間一度加練左打。
2012年1月13日與克里夫蘭印地安人簽下小聯盟合約，03月27日原本交易至費城費城人，但因不明原因於29日取消交易而被克里夫蘭印地安人釋出。

### 義大犀牛/富邦悍將
2013年返台加盟中華職棒，為中華職棒二十四年的選秀狀元，並加盟於義大犀牛。
2014年和2015年，連續兩年奪下「安打王」和「打擊王」，其中2014年球季更勇奪一座「最佳十人獎左外野手」。2015年不僅刷新中職最少場數300安和400安的紀錄，也達成了個人200得分和300場出賽，更在國慶日當天於延長賽十局下擊出再見滿貫全壘打（中職史上第7人），更在8月6日達成完全打擊（中聯史上第10人，本土第7人）。
2016年季初時和陽冠威、高孝儀一同締造中職史上第五次的「連續3打席」擊出全壘打，也以中職最快速度完成個人500安。
2020年4月18日，於桃園國際棒球場對戰樂天桃猿，八局上從林柏佑手中擊出生涯第1000支安打，並以出賽704場、3062打席、2809打數刷新中職最快達成1000安打紀錄（原聯盟最快達成1000支安打紀錄：林益全的744場、3168打席、彭政閔的2838打數）。
2020年6月25日，有網友在批踢踢實業坊傳出一個私人群組名為南英商工棒球隊校友會截圖，裡面有一個帳號為Clhu15的人留言說：「打爆富邦換總A！各位校友加油！」遭指為富邦悍將球員胡金龍。經紀公司發表聲明指出網路上所傳之訊息截圖，雖為胡金龍本人帳號，但實為胡金龍弟弟使用其手機所發，胡金龍弟弟也已致電南英陳献榮教練和富邦悍將總教練洪一中致歉。並指刻意將私人群組訊息外流的人，目的是為了刻意挑撥球隊內部關係，胡金龍和經紀公司皆表示無法認同此作為。次日，胡金龍隨即被下放至二軍，從此被球團徹底冷凍，被禁止隨隊及參加球隊任何活動，直到2年合約走完的2021年球季結束後離隊。

### 統一7-ELEVEn獅
2022年1月4日，統一7-ELEVEn獅正式宣布與其簽下一年合約。

## 國手紀錄
- 2003年古巴世界棒球錦標賽
- 2005年荷蘭世界棒球錦標賽
- 2006年世界棒球經典賽
- 2006年多哈亞運
- 2007年亞洲棒球錦標賽
- 2010年廣州亞運
- 2017年世界棒球經典賽
- 2019年世界棒球12強賽

## 大聯盟記錄
- 2007年9月1日，胡金龍在道奇與聖地牙哥教士比賽中上場代打，一打數無安打，成為繼陳金鋒之後第二位於大聯盟出賽的台灣野手。
- 2007年9月11日，在面對聖地牙哥教士隊的比賽中上場代打，擊出大聯盟生涯首支安打及陽春全壘打。

## 職棒生涯成績

### 美國與澳洲職棒

#### 小聯盟、獨立聯盟與澳洲聯盟
- 小聯盟平均打擊率/上壘率/長打率為0.296/0.339/0.412，共擊出901支安打，其中47支為全壘打
- 於獨立聯盟及澳洲聯盟共擊出123支安打，其中7支為全壘打

#### 大聯盟
| 年度 | 球隊 | 背號 | 出賽 | 打數 | 得點圈 | 安打 | 二壘打 | 三壘打 | 全壘打 | 打點 | 四死 | 盜壘 | 三振 | 打擊率 | 上壘率 | 長打率 |
| ---- | ---- | ---- | ---- | ---- | ------ | ---- | ------ | ------ | ------ | ---- | ---- | ---- | ---- | ------ | ------ | ------ |
| 2007 | LAD  | 60   | 12   | 29   | 5      | 7    | 0      | 1      | 2      | 5    | 0    | 0    | 8    | 0.241  | 0.241  | 0.517  |
| 2008 | LAD  | 60   | 65   | 116  | 16     | 21   | 2      | 2      | 0      | 9    | 2    | 11   | 23   | 0.181  | 0.252  | 0.233  |
| 2009 | LAD  | 14   | 5    | 5    | 2      | 2    | 1      | 0      | 0      | 2    | 0    | 0    | 2    | 0.400  | 0.333  | 0.600  |
| 2010 | LAD  | 60   | 14   | 23   | 2      | 3    | 1      | 0      | 0      | 1    | 1    | 0    | 5    | 0.130  | 0.160  | 0.174  |
| 2011 | NYM  | 25   | 22   | 20   | 6      | 1    | 0      | 0      | 0      | 1    | 1    | 1    | 11   | 0.050  | 0.091  | 0.050  |
| 統計 | 5年  | 5年  | 118  | 193  | 25     | 34   | 4      | 3      | 2      | 18   | 4    | 12   | 49   | 0.176  | 0.225  | 0.259  |

### 中華職棒
- (粗黑體字為該年度最佳或最高成績)
- (粗紅體字為聯盟史上最佳或最高成績)

| 年度 | 球隊           | 出賽 | 打數 | 安打 | 全壘打 | 打點 | 得分 | 盜壘 | 四死 | 被三振 | 壘打數 | 雙殺打 | 打擊率 | 上壘率 | 長打率 | 整體攻擊指數 |
| ---- | -------------- | ---- | ---- | ---- | ------ | ---- | ---- | ---- | ---- | ------ | ------ | ------ | ------ | ------ | ------ | ------------ |
| 2013 | 義大犀牛       | 99   | 393  | 135  | 5      | 38   | 71   | 12   | 17   | 24     | 183    | 15     | 0.344  | 0.368  | 0.466  | 0.834        |
| 2014 | 義大犀牛       | 115  | 463  | 162  | 5      | 55   | 81   | 12   | 33   | 35     | 212    | 16     | 0.350  | 0.391  | 0.458  | 0.849        |
| 2015 | 義大犀牛       | 108  | 446  | 171  | 16     | 76   | 99   | 15   | 38   | 37     | 249    | 11     | 0.383  | 0.429  | 0.558  | 0.987        |
| 2016 | 義大犀牛       | 79   | 327  | 122  | 10     | 55   | 73   | 10   | 32   | 31     | 174    | 7      | 0.373  | 0.427  | 0.532  | 0.959        |
| 2017 | 富邦悍將       | 92   | 351  | 113  | 11     | 71   | 52   | 3    | 31   | 49     | 175    | 8      | 0.322  | 0.372  | 0.499  | 0.871        |
| 2018 | 富邦悍將       | 100  | 385  | 144  | 14     | 80   | 68   | 7    | 29   | 40     | 214    | 8      | 0.374  | 0.414  | 0.556  | 0.970        |
| 2019 | 富邦悍將       | 107  | 427  | 146  | 13     | 60   | 69   | 6    | 31   | 47     | 206    | 8      | 0.342  | 0.384  | 0.482  | 0.866        |
| 2020 | 富邦悍將       | 41   | 158  | 49   | 6      | 31   | 31   | 5    | 13   | 21     | 74     | 2      | 0.310  | 0.354  | 0.468  | 0.822        |
| 2022 | 統一7-ELEVEn獅 | 90   | 269  | 83   | 3      | 40   | 26   | 4    | 26   | 41     | 102    | 6      | 0.309  | 0.365  | 0.379  | 0.744        |
| 2023 | 統一7-ELEVEn獅 | 64   | 215  | 59   | 2      | 24   | 23   | 0    | 13   | 40     | 73     | 8      | 0.274  | 0.312  | 0.340  | 0.652        |
| 2024 | 統一7-ELEVEn獅 | 46   | 106  | 37   | 0      | 15   | 6    | 1    | 6    | 11     | 43     | 3      | 0.349  | 0.381  | 0.406  | 0.787        |
| 合計 | 11年           | 941  | 3540 | 1221 | 85     | 545  | 599  | 75   | 269  | 376    | 1705   | 92     | 0.345  | 0.388  | 0.482  | 0.870        |

## 軼聞
胡金龍熱愛高爾夫球，球齡不淺，旅美期間就開始打球，回到台灣後也常打高爾夫球，他的擊球距離很遠，木桿開球超過320碼。曾經參加過一些職業高爾夫球賽的配對賽，並被受邀參加過ThreeBond TPGA仰德挑戰賽，是生涯首次在職業高爾夫賽事登場。

## 外部連結
- 胡金龍在台灣棒球維基館上的頁面（繁體中文）
- 胡金龍在美國職棒官網（英语）
- 胡金龍在澳洲職棒官網（英语）
- 胡金龍在中華職棒官網
- 胡金龍在Baseball-Reference.com（大聯盟）（英语）
- 胡金龍在Baseball-Reference.com（小聯盟以及海外聯盟）（英语）
- 胡金龍在ESPN（MLB）（英语）
- 胡金龍在FanGraphs.com（英语）
- 胡金龍在Retrosheet（英语）
- 胡金龍在The Baseball Cube（英语）
- 胡金龍的Facebook專頁

| 前任： 林晨樺                 | 中華職棒新人選秀狀元 2013年              | 繼任： 鄭凱文                 |
| 獎項                          |                                          |                               |
| 前任： 林益全                 | 中華職棒安打王 2014-2015年               | 繼任： 王柏融                 |
| 前任： 林益全                 | 中華職棒打擊王 2014-2015年               | 繼任： 王柏融                 |
| 前任： 詹智堯、張正偉、張建銘 | 中華職棒最佳十人獎（外野手） 2014年      | 繼任： 高國輝、張正偉、張建銘 |
| 前任： 林泓育                 | 中華職棒最佳十人獎(指定打擊) 2018-2019年 | 繼任： 周思齊                 |
| 前任： 王勝偉                 | 中華職棒完全打擊締造者 2015年8月6日      | 繼任： 最近一位               |

| 體育角色      | 體育角色                                  | 體育角色      |
| ------------- | ----------------------------------------- | ------------- |
| 前任： 彭政閔 | 台北市職業棒球員工會理事長 2015年－2018年 | 繼任： 周思齊 |